# Xaver Fischer (Theologe)
Franz Xaver Fischer (* 29. Januar 1837 in Hohenrain; † 5. August 1921 in Aarau), heimatberechtigt in Triengen, katholisch bzw. christkatholisch, war ein schweizerischer christkatholischer Theologe.

## Leben
Xaver Fischer, Sohn des Franz Xaver Fischer, 1857 Maturand am Luzerner Gymnasium, widmete sich in den Folgejahren einem Studium der Theologie an der Universität Luzern sowie an der Albert-Ludwigs-Universität Freiburg, das er 1861 abschloss. Nachdem er 1862 in Solothurn zum Priester ordiniert worden war, trat er im gleichen Jahr die Stelle als Kaplan sowie Bezirkslehrer in Olten an, bevor er 1866 zum Direktor der Knabenschule Luzern bestellt wurde. 1869 wechselte er in die Direktion der Luzerner Mädchenschule sowie die Präfektur an der  Maria-Hilf-Kirche.
Der der christkatholischen Glaubensbewegung beigetretene Fischer wurde Ende 1876 nach Aarau berufen, am 18. Februar 1877 wurde er als erster christkatholischer Pfarrer für die katholische Pfarrei Aarau installiert. Xaver Fischer, der 1882 Lina Brunner-Keller heiratete, wurde 1891 zum ersten Präsidenten des Verbandes Christkatholischer Kirchenchöre der Schweiz gewählt, eine Funktion, die er bis 1919 ausfüllte. Nach 28-jährigem Pfarrerdienst wurde Fischer 1905 als bischöflicher Vikar eingesetzt, ein Amt, das er bis zu seinem Tod 1921 innehatte.
Der 1910 für seine Verdienste um die christkatholische Bewegung durch ein theologisches Ehrendoktorat der Christkatholisch-theologischen Fakultät der Universität Bern ausgezeichnete Fischer trat in seiner Gemeinde und im Bistum als Förderer und Gründer kirchlicher Vereine sowie von Chören hervor. Sein besonderes Engagement galt den Schulen sowie der Armen- und Behindertenfürsorge. Fischer verfasste darüber hinaus Schriften zu kirchlichen und weltlichen Themen.

## Schriften
- Der Kampf für Licht und Tugend: Predigt, gehalten den 8. Juli auf der Schlachtstätte ob Sempach. Räber, Luzern 1867.
- Unser Leben, ein Loblied von den grossen Thaten Gottes: Festpredigt, gehalten in der Stiftskirche zu Luzern am eidgenössischen Bettage 1868. Räber, Räber 1869.
- Geschichte der christlichen Kirche, bearbeitet für höhere Volksschulen. Luzern 1872. 2., verbesserte Auflage. Prell, Luzern 1875.
- Der katholische Gottesdienst und das katholische Kirchenjahr für höhere Volksschulen. Luzern 1876.
- Die Gründung einer Schweizerischen Rettungsanstalt für verwahrloste Mädchen und Errichtung von Vereinen für Versorgung der aus der Anstalt entlassenen Mädchen. In: Schweizerische Zeitschrift für Gemeinnützigkeit. Jg. 16, 1877, S. 284–353.
- Ursprung, Wesen und Stellung des Christkatholizismus zur römisch-katholischen und protestantischen Kirche. Vortrag, gehalten den 15. März 1891 in der Versammlung freisinniger Katholiken in Zürich. Sauerländer, Aarau 1893.
- Abriss der Geschichte der katholischen Pfarrei und Gemeinde Aarau vom Jahre 1803 bis 1895. J. J. Christen, Aarau 1899.